# Shaped By Fire
Shaped By Fire è il settimo album del gruppo metalcore statunitense As I Lay Dying. L'album è uscito il 20 settembre 2019 distribuito dall'etichetta Nuclear Blast, a distanza di sei anni dal precedente Awakened.
Si tratta del primo album della band pubblicato dopo la scarcerazione del cantante Tim Lambesis, condannato il 19 maggio 2014 a 6 anni di prigione per aver tentato di far assassinare la sua ex moglie e rilasciato nel dicembre 2016 a seguito di uno sconto di pena.
L'album, che vede il rientro nella band di tutta la lineup storica, è preceduto dai singoli My Own Grave, Redefined, in cui figura come ospite il cantante degli August Burns Red Jake Luhrs, Shaped By Fire e Blinded.

## Tracce
1. Burn To Emerge – 0:52
2. Blinded – 3:22
3. Shaped By Fire – 3:39
4. Undertow – 3:57
5. Torn Between – 4:01
6. Gatekeeper – 3:25
7. The Wreckage – 4:43
8. My Own Grave – 4:13
9. Take What's Left – 4:13
10. Redefined – 4:15
11. Only After We've Fallen – 3:29
12. The Toll It Takes – 3:56

## Formazione
- Tim Lambesis - voce death
- Phil Sgrosso - chitarra
- Nick Hipa - chitarra
- Josh Gilbert - basso, voce melodica
- Jordan Mancino - batteria